# (3895) Earhart
(3895) Earhart ist ein Asteroid des inneren Hauptgürtels, der am 23. Februar 1987 von der US-amerikanischen Astronomin Carolyn Shoemaker am Palomar-Observatorium (IAU-Code 675) in Kalifornien entdeckt wurde. Unbestätigte Sichtungen des Asteroiden hatte es schon vorher mehrere gegeben: am 11. März 1969 (1969 EB) am Krim-Observatorium in Nautschnyj, im April 1980 (1980 GS) am Karl-Schwarzschild-Observatorium im Tautenburger Wald und am 6. August 1981 (1981 PO) am Kleť-Observatorium bei Český Krumlov.
Der mittlere Durchmesser des Asteroiden wurde mit 10,94 (± 0,8) km bestimmt, die Albedo von 0,1228 (± 0,021) ist mit derjenigen des Erdmondes vergleichbar. Der Asteroid dreht sich in 3,564 Stunden (± 0,01) um sich selbst.
(3895) Earhart gehört zur Phocaea-Familie, einer Gruppe von Asteroiden, die nach (25) Phocaea benannt ist. Charakteristisch für diese Gruppe ist unter anderem die 4:1-Bahnresonanz mit dem Planeten Jupiter. Die Sonnenumlaufbahn von (3895) Earhart ist mit mehr als 24° stark gegenüber der Ekliptik des Sonnensystems geneigt, was charakteristisch für Phocaea-Asteroiden ist. Die zeitlosen (nichtoskulierenden) Bahnelemente von (3895) Earhart sind fast identisch mit denjenigen des kleineren, wenn man von der Absoluten Helligkeit von 16,0 gegenüber 11,8 ausgeht, Asteroiden (345371) 2006 AE96.
(3895) Earhart wurde nach der US-amerikanischen Flugpionierin und Frauenrechtlerin Amelia Earhart benannt. Die Benennung erfolgte am 17. März 1995. Schon 1985 war eine Oberflächenstruktur (Corona) auf der Venus nach Amelia Earhart benannt worden: Earhart Corona.